# Chiesa dei Cappuccini (Fontevivo)
La chiesa dei Cappuccini è un luogo di culto cattolico sconsacrato dalle forme manieriste situata in piazza Convento a Fontevivo, in provincia e diocesi di Parma.

## Storia
Nel 1605 il duca Ranuccio I Farnese acquistò il grande complesso dell'abbazia cistercense di Fontevivo e i suoi vasti possedimenti; grande devoto religioso, decise anche di edificare nei suoi pressi un convento da affidare ai frati cappuccini, la cui chiesa fungesse di fatto da santuario privato per il sovrano; il monarca finanziò interamente i lavori di progettazione e costruzione, intervenendo personalmente nelle scelte architettoniche della facciata del tempio e delle decorazioni interne, seppur nei vincoli delle precise norme dell'umile ordine francescano; è tuttavia probabile che i frati abbiano limitato il loro apporto alle sole decisioni relative alla distribuzione degli spazi interni del convento e della chiesa. L'architetto è tuttora ignoto, anche se si ipotizza che la facciata del tempio possa essere stata disegnata da Giovan Battista Trotti detto il "Malosso", già incaricato della progettazione della cuspide del campanile.
Il 27 novembre di quell'anno il monarca partecipò alla sontuosa cerimonia della posa della prima pietra e il cantiere procedette speditamente fin dall'inizio, sotto la supervisione di Gian Domenico Campanini.
Nello stesso tempo il Duca affidò all'ingegnere di corte Smeraldo Smeraldi il progetto di un viale che collegasse la chiesa dell'abbazia con quella del convento, poste scenograficamente l'una di fronte all'altra agli estremi della nuova strada; i lavori furono avviati nel 1608, ma non riguardarono le due file parallele di edifici porticati ai lati della carreggiata, previste inizialmente.
Verso la fine del 1609 furono completati tutti i cantieri e il 4 ottobre, giorno di san Francesco, si svolse la cerimonia di consacrazione del sontuoso tempio, ricco di decorazioni, affreschi e opere d'arte, anche nelle nove cappelle aperte verso l'esterno del muro di cinta del convento; il monarca si affidò agli artisti fra Semplice da Verona, Bartolomeo Schedoni, il Malosso e Giulio Cesare Amidano. Proseguirono tuttavia per altri anni i lavori di decorazione e arredo del convento, che fu dotato anche di una biblioteca per iniziativa del Duca, che fece anche edificare al suo interno un appartamento privato a lui riservato.
Il 19 maggio del 1611 la chiesa sarebbe stata scelta come teatro della controversa sventata congiura dei feudatari ai danni del sovrano, che coinvolse numerosi nobili dell'epoca, tra i quali la contessa Barbara Sanseverino, il conte Orazio Simonetta, il marchese Girolamo Sanvitale, il conte Alfonso II Sanvitale, il conte Pio Torelli, il conte Gian Battista Masi, la marchesa Agnese Argotta e molti altri, in seguito condannati a morte.
Nel 1805 i decreti napoleonici stabilirono la soppressione del convento e l'allontanamento dei cappuccini; la chiesa fu sconsacrata e tutti gli arredi, le opere d'arte e alcuni affreschi furono rimossi e smembrati.
Nel 1881 gli edifici del complesso furono demoliti, salvando solo l'antico tempio, che fu alienato a privati e adibito a magazzino; gli affreschi rimasti furono parzialmente coperti con vari strati d'intonaco.
Intorno al 1980 il Comune di Fontevivo espropriò l'ex luogo di culto, avviandone un primo recupero quale sede espositiva. Tra il 2007 e il 2009 l'amministrazione intraprese alcuni lavori di restauro degli affreschi ancora visibili, riscoprendo al contempo anche i dipinti delle volte e del catino absidale, risistemati nei successivi stralci.

## Descrizione

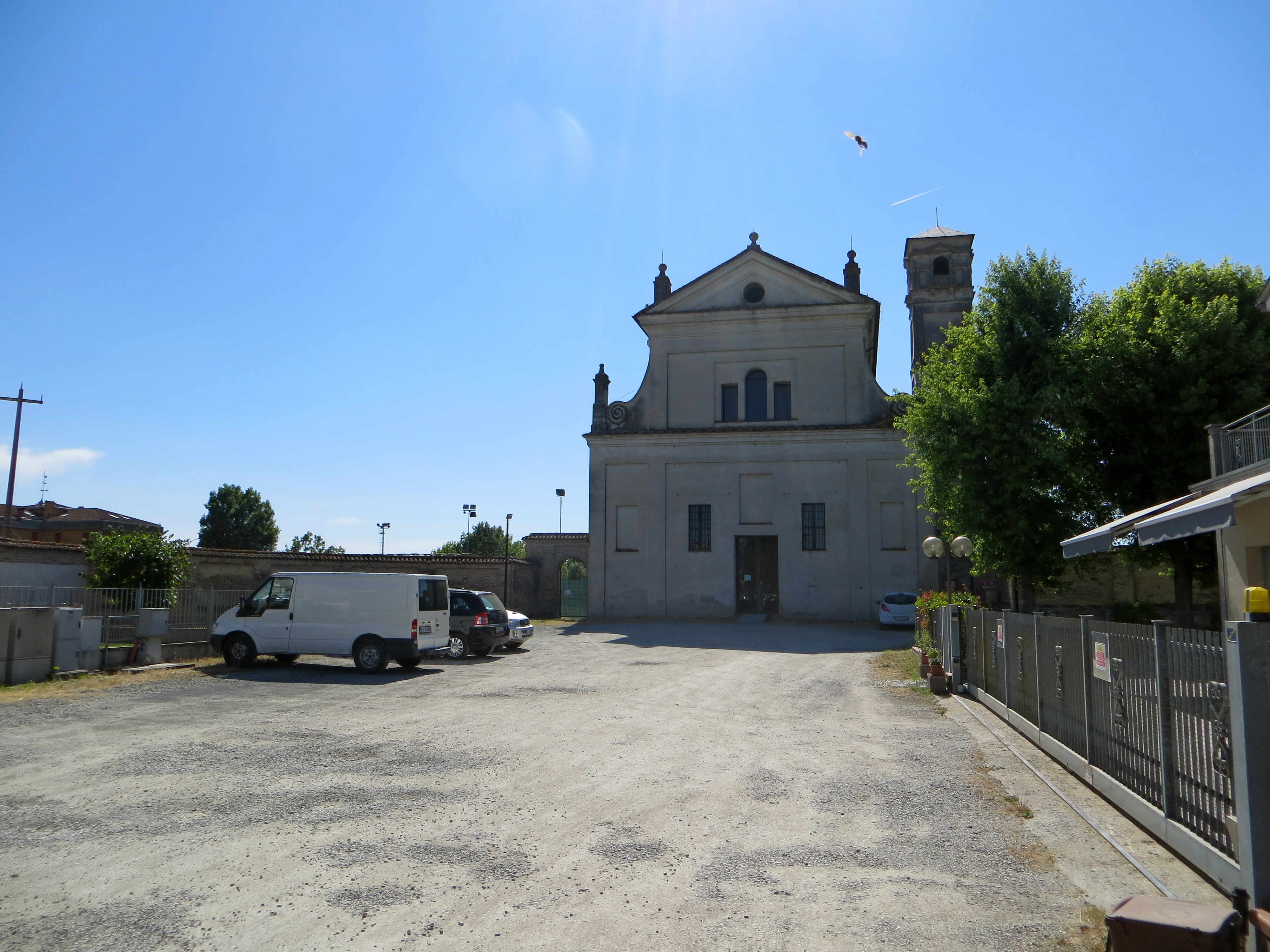
Facciata

La chiesa si sviluppa su un impianto a navata unica, con otto cappelle laterali; l'edificio è preceduto da un piazzale a esedra, al termine del viale farnesiano; sugli altri tre lati si estende l'ampio parco annesso perimetrato da un muro di cinta, oggi aperto al pubblico.
La simmetrica facciata, interamente intonacata, è suddivisa orizzontalmente in due parti da un alto cornicione. In basso, si apre al centro il portale d'ingresso sormontato da una poco profonda nicchia rettangolare e affiancato da due finestre; ai lati oltre due lesene lisce sono poste altre due nicchie analoghe, mentre alle estremità il prospetto è concluso da altre lesene. Superiormente si staglia nel mezzo una trifora similare a una serliana; ai lati oltre due lesene si elevano due ampie volute, che precedono ai margini altrettanti alti pilastrini coronati da guglie. In sommità un grande frontone triangolare, che racchiude al centro una finestra circolare, è sormontato da tre pilastrini con piccole sfere di coronamento.
Sul retro si innalza l'alto campanile, suddiviso in tre parti da fasce marcapiano e delimitato da lesene agli spigoli; in sommità, oltre la cella campanaria aperta sui quattro lati con altrettante finestre ad arco a tutto sesto, si eleva il tetto piramidale, disegnato dal Malosso.
All'interno la navata è coperta da una volta a botte suddivisa in quattro campate, interamente coperte da affreschi, che costituivano originariamente un ciclo unitario con tutte le altre opere conservate nel tempio e nelle distrutte nove cappelle esterne, incentrato prevalentemente sulla Passione di Cristo; i dipinti del soffitto, di autore ignoto, raffigurano quattro Angeli tubicini recanti i simboli della Passione: nell'ordine vi compaiono un angelo in volo che suona la tromba del Giudizio Universale, accanto alla colonna della flagellazione di Gesù, un angelo che reca la croce sulle spalle, la corona di spine, due verghe incrociate e il velo della Veronica, un angelo che stringe la lancia e la spugna satura di aceto, vicino ai tre chiodi e al martello, e infine un angelo che mostra la scala, le pinze, il manto rosso e i dadi. L'affresco del catino absidale, profondamente danneggiato dagli intonaci sovrapposti, è oggi quasi completamente scomparso e si presume potesse raffigurare la Resurrezione o l'Ascensione di Cristo.
La controfacciata è coperta con l'affresco raffigurante la Vergine col Bambino incoronata dagli Angeli e santa in adorazione; alcuni studiosi presumono che il dipinto, così come quelli sulle volte, siano attribuibili a Cesare Baglioni.
Il coro absidato, privo di decorazioni, era in origine ornato con l'affresco di Bartolomeo Schedoni rappresentante la Madonna col Bambino e i santi Giuseppe, Francesco, Chiara e Giovanni Battista fanciullo, staccato nel 1805 e oggi conservato nella vicina rocca Sanvitale di Fontanellato. Ai lati dell'altare maggiore, oggi scomparso, sono distinguibili le nicchie che contenevano due tele dello Schedoni, raffiguranti la Deposizione e le Tre Marie al Sepolcro, oggi esposte nella Galleria nazionale di Parma, insieme all'Ultima Cena che decorava il refettorio del convento.
L'ambiente conserva inoltre alcune decorazioni in monocromo, che delineano le cornici e le arcate della navata; tra esse, sono visibili alcune figure maschili sugli archivolti delle prime cappelle laterali e uno stemma dei Farnese.
Le nove cappelle esterne, demolite nel 1881, erano in origine ornate con altrettante tele dipinte da Bartolomeo Schedoni, rimosse dal duca Francesco Farnese agli inizi del XVIII secolo e sostituite con delle copie, in seguito disperse; gli originali, raffiguranti San Pietro, San Giovanni Battista, San Lorenzo, San Paolo, la Madonna con San Giuseppe e il Bambino, la Santissima Annunziata, San Sebastiano, la Santa Croce e la Decollazione di San Giovanni, furono spediti nel 1734 a Napoli dal duca Carlo di Borbone e in seguito suddivisi nei vari musei e parzialmente perduti.